# Valea Cricovului, Prahova
Valea Cricovului (în trecut, Valea Boului) este un sat în comuna Apostolache din județul Prahova, Muntenia, România. Până în 1925, a făcut parte din comuna Gornet-Cricov, fiind atunci trecută la comuna Apostolache. La sfârșitul secolului al XIX-lea, avea 277 de locuitori, o școală și o biserică, ambele fondate de proprietarul de moșie V. G. Paapa.